# Neomillspaughia emarginata
Neomillspaughia emarginata là một loài thực vật có hoa trong họ Rau răm. Loài này được (H. Gross) S.F. Blake mô tả khoa học đầu tiên năm 1921.